# Gurkha

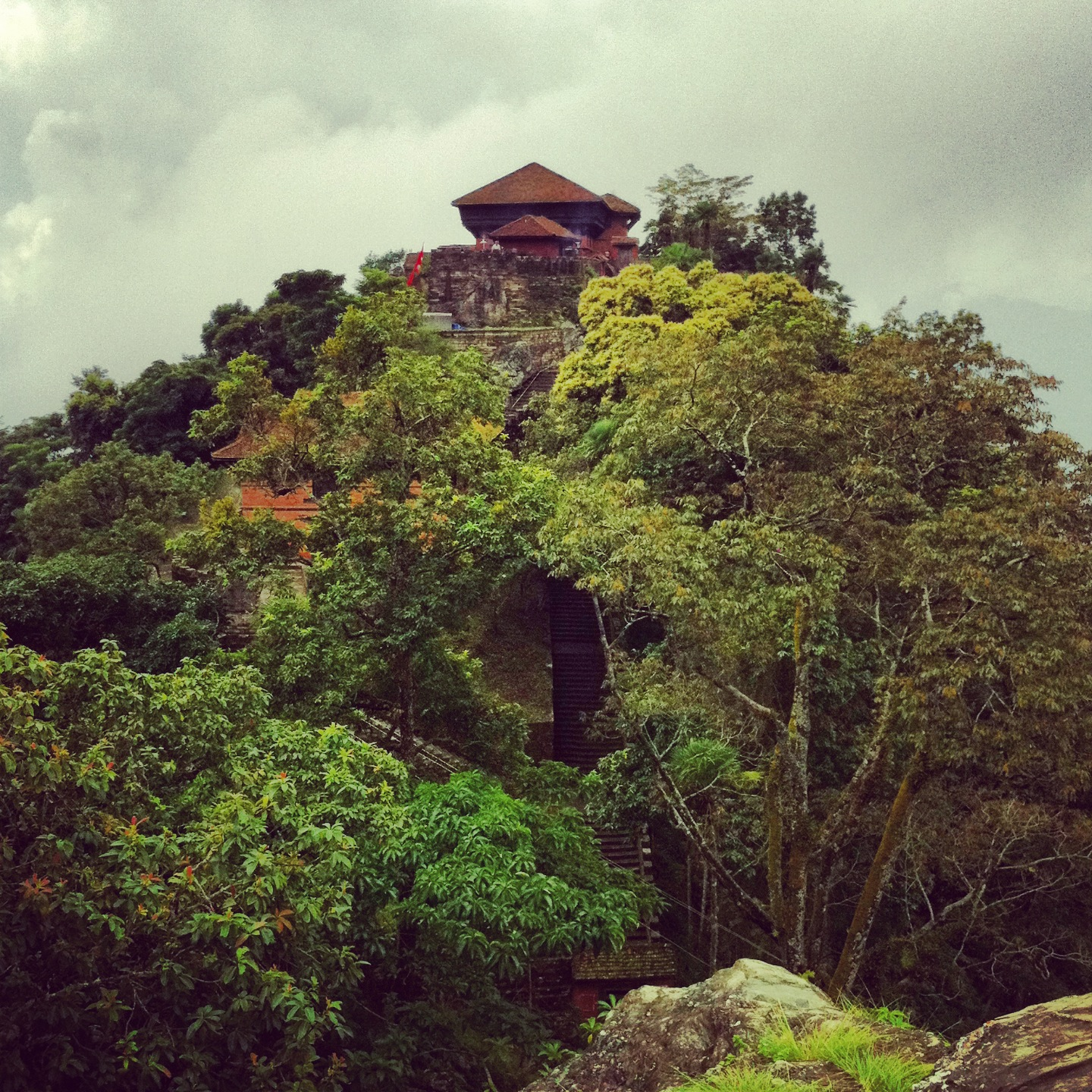
Tempel i Gurkhas utkant.

Gurkha (eller Gorkha, äldre namn Prithbinarayan alt. Prithvinarayan) är en stad i centrala Nepal, och är huvudort för ett distrikt med samma namn. Folkmängden uppgick till 32 473 invånare vid folkräkningen 2011. Från området kom de legendariska gurkhasoldaterna.